# Kamberg (Duitsland)
Kamberg is een plaats in de Duitse gemeente Hellenthal, deelstaat Noordrijn-Westfalen, en telt 148 inwoners (2006).